# Presto Films
Le Presto Films (en français) était un magazine pour la jeunesse publié par les Éditions Altiora de l'abbaye d'Averbode, avec qui Raymond De Kremer (Jean Ray) avait collaboré pendant de nombreuses années sous le pseudonyme de John Flanders,. 
Il a pour pendant en néerlandais Vlaamsche Filmkens, collection inaugurée 2 novembre 1930, et ces deux publications étaient surnommées avant-guerre, les faux jumeaux.
Chaque numéro proposait un court roman, parfois fantastique, souvent d'aventures. De 1934 à 1939, il parut tous les dimanches en 296 livraisons. La date de sortie, tout comme le prix de 50 centimes étaient indiqués sur la couverture.

## Liste des titres
Voici la liste des titres et des auteurs, non encore complète.
- no 1 - Le Rayon jaune, par Nicolet, Jos De Swerts (Joz) (ill.) traduction de [« De Gele Straal[6] »] Vlaamse filmkens no 247 (1935)
- no 2 - Plus haut que la stratosphère (par Angélina Scheggia)
- no 3 - Les Scouts sauveurs (par François Bruls)
- no 4 - Le Roi Albert (par Maurice Schmitz)
- no 5 - Tito, Tita, la fée Urgèle et le nain Obéron (par Sanfois)
- no 6 - Les Marcassins (par François Bruls)
- no 7 - La Traite (par Pierre d’Artan)
- no 8 - Mimiche redresseur de torts (par L. N. Le Comte)
- no 9 - Sur la piste du renégat (par Maurice Schmitz)
- no 10 - La Falaise des trépassés (par Julienne-Marie Moulinasse)
- no 11 - La Caverne des Malchanceux (par Oscar Burnifle)
- no 12 - La Légende du viking (par Jo d’Artagnan)
- no 13 - Le Voltigeur (par O. Burnifle)
- no 14 - Le Jeune Patriote (par Marc Hembe)
- no 15 - Les Prisonniers de Morstanhill (par John Flanders)
- no 16 - Les Aventures de Freddy O’Brean et de fils de soleil (par Angélina Scheggia)
- no 17 - Quel était cet enfant ? (par Marthe Fiel)
- no 18 - Le mystère eclairci (par Bernard Le Franc)
- no 19 - Le Château du péril (par John Flanders)
- no 20 - Tempest le terrible (par John Flanders)
- no 21 - La Moselle rouge (par J. M. Moulinasse)
- no 22 - Véra l’enfant trouvée (par Marie Tonglet)
- no 23 - Au centre de l’Afrique (par Dombray)
- no 24 - Ce que jeune fille veut (par Marguerite Del Mont)
- no 25 - La Maison des aigles (par Nicolet)
- no 26 - La Griffe dans la neige (par John Flanders)
- no 27 -
- no 28 - La Chevauchée de Jim Fly (par O. Burnifle)
- no 29 - La Petite Marchande de fleur (par Dombray)
- no 30 - Le Grillon du foyer (par Marjoric)
- no 31 - Maria Savelli (par Bernard Le Franc)
- no 32 - Le Refuge no 23 (par René Joinville)
- no 33 - Saltimbanque (par Nicolet)
- no 34 - Un gosse pendant la guerre (par Joseph Ozer)
- no 35 - Les Aventures de Pin Parasol et de sa sœur la Limande (par J. M. Moulinasse)
- no 36 - Le Manoir d'Avefer (par M. Schmitz)
- no 37 - Jan Flibuste (par Théo Joret)
- no 38 - Héros de la mine (par M. Hembe)
- no 39 - L'Étonnant Voyage du clown Potiquet (par H. F.)
- no 40 - Coups de feu suspects (par André Paquot)
- no 41 - Dans les neiges (par René Joinville)
- no 42 - Les Trois Comtes de Burkeling (par O. Burnifle)
- no 43 - L’Avion maudit (par Roger Parent)
- no 44 - Le Chevalier dormant (par O. Burnifle)
- no 45 - Le Cardinal Mercier (par M. Schmitz)
- no 46 - Riquet le bohémien (par M. Masquelier)
- no 47 - Je serai aviateur (par René Joinville)
- no 48 - L'Étonnant voyage du clown Potiquet (par W. Partie)
- no 49 - Le Fétiche de minuit (par Guy d’Ettincourt)
- no 50 - La Cruelle Méprise (par Mary Regor)
- no 51 - Terrible aventure (par Pierre Roland)
- no 52 - Au pays des Esquimaux (par Ginette Bastin)
- no 53 - Au premier signal (par André Paquot)
- no 54 - Le Secret de l’oubliette (par I. Bortren)
- no 55 - La Reine Astrid ou La saga inachevée (par Eugène Maréchal)
- no 56 - Une Mamman Royale
- no 57 - L’Apprenti alchimiste (par Angélina Scheggia)
- no 58 - L’Oncle d’Amérique (par J. M. Moulinasse)
- no 59 - Les Naufragés du Météore (par M. Smith)
- no 60 - La Nuit tragique (par John Flanders)
- no 61 - L'Apostat (par Joseph Ozer)
- no 62 - Les Tribulations de Constance (par Jolange)
- no 63 - Le Supplice sacrilège (par De Bélair)
- no 64 - Le Roman de la mer (par John Flanders)
- no 65 - Un crime dans la forêt (par O. Burnifle)
- no 66 - Pour retrouver leur père (par Joseph Kuiper)
- no 67 -
- no 68 - La Petite Fée de Ker_démon (par René Joinville)
- no 69 - Honore ton père et ta mère (par Marguerite D’Alsace)
- no 70 - Le Trésor des Montargel (par Guy d’Ettincourt)
- no 71 - Le Baron de Ville-Brequin (par Oscar Burnifle)
- no 72 -
- no 73 -
- no 74 - Le Courrier d’Addis-Abeda (par Eugène Maréchal)
- no 75 -
- no 76 -
- no 77 - La Bête de Loch-Boo (par John Flanders)
- no 78 -
- no 79 -
- no 80 -
- no 81 - L'Oiseau mystérieux (par John Flanders)
- no 82 -
- no 83 -
- no 84 - La Singulière Babet Brown (par John Flanders)
- no 85 - Le Secret de la sombre (par F. Andger)
- no 86 - En mer (par André Paquot)
- no 87 - Le Vallon qui chante (par John Flanders)
- no 88 - La Vallée du buffle (par Maurice Schmitz)
- no 89 - Le Feu vert (par John Flanders)
- no 90 - Une fameuse journée (par Joseph Ozer)
- no 91 - Hirro, l'enfant de la jungle (par John Flanders)
- no 92 - La Lampe d’émeraude (par René Joinville)
- no 93 - Le Lion de Nassogne (par Oscar Burnifle)
- no 94 - Sur la jonque infernale (par André Paquot)
- no 95 - Vacances américaines (par John Flanders)
- no 96 - Le Rescapé du Val d’enfer (par Eugène Maréchal)
- no 97 - À travers la prairie (par Edward Del Mont)
- no 98 - Dans la grande nuit du Pôle (par John Flanders)
- no 99 - La chainette d'or ( par Eugène Maréchal)
- no 100 - Les Mémoires de Zouzou (par René Joinville)
- no 101 - Duc de Grand'ville (par Danièle Vindor)
- no 102 - L’Alliance sacrée (par Eugène Maréchal)
- no 103 - Aux tréfonds du mystère (par John Flanders)
- no 104 - La Griffe du léopard (par Mary Regor)
- no 105 - L’Espagne en flammes (par Eugène Maréchal)
- no 106 -
- no 107 - Du sang sur l’Espagne (par Eugène Maréchal)
- no 108 - L'Auberge du Roi Gourmand (par John Flanders)
- no 109 - Brews Détective (par Oscar Burnifle)
- no 110 - La Reine des Mtombéhlés (par H. de Bleussard)
- no 111 - Le Vengeur de dieu (par Eugène Maréchal)
- no 112 - Le Formidable Secret du Pôle (par John Flanders)
- no 113 - Une escapade qui finit mal (par Joseph Ozer)
- no 114 - La Croisière des Indes (par Eugène Maréchal)
- no 115 - L’Ami des oiseaux (par Guy d’Ettincourt)
- no 116 - Au fil de l’eau (par Billy Flack)
- no 117 - Princesse voilée (par René Joinville)
- no 118 - L'Ennemi dans l'île (par John Flanders)
- no 119 - Au pays des coupeurs de têtes (par Guy d’Ettincourt)
- no 120 - Les Mémoires d'un cheval (par G. Bastin)
- no 121 - Le Chant de l’Escaut (par T. V.)
- no 122 - Le Revenant (par L. J. F.)
- no 123 - Le Nègre de l'ascenseur (par John Flanders)
- no 124 - Trilby (par ??)
- no 125 - L'Aventure espagnole (par John Flanders)
- no 126 - Le Marchand d'esclaves (par Julienne Marie Moulinasse)
- no 127 - L’Inde tragique (par Guy d’Ettincourt)
- no 128 - Les Deux Espagnols (par Oscar Burnifle)
- no 129 - Noblesse oblige (par Eugène Maréchal)
- no 130 - La Neuvaine d'épouvante (par John Flanders)
- no 131 - Petite femme, grande âme (par Violaine)
- no 132 - Aventure nocturne (par Marie de Lannoy)
- no 133 - Fille de Carliste (par Guy d’Ettincourt)
- no 134 - Aventures de lion et de tout près (par Julienne Marie Moulinasse)
- no 135 - La Jonque noire (par John Flanders)
- no 136 - L'Étrange nuit du 1er décembre (par John Flanders)
- no 137 - L'Ermite (par Julienne Marie Moulinasse)
- no 138 - Seul dans la vie (par Eugène Maréchal)
- no 139 - L'Enfer de neige (par John Flanders)
- no 140 - La Fille de bûcheron (par D. Ickx)
- no 141 - Le Dernier des Incas (par HERMES)
- no 142 - Flouc dans le monde des crabes (par Gaston Duribreux)
- no 143 - Esclaves (par Jean Marse)
- no 144 - L'Enfant de la montagne (par Eugène Maréchal)
- no 145 - Une nuit d'émeute (par Roger Guissolles)
- no 146 - Au Sahara (par Jean Marse)
- no 147 - Yvette (par Julienne M. Moulinasse)
- no 148 - Le Pays de sept mille merveilles (par John Flanders)
- no 149 - Le Manoir à l’envers (par Oscar Burnifle)
- no 150 - La Vengeance de Felipo Negro (par Maurice Schmitz)
- no 151 - La Prisonnière des Comanches (par Maurice Schmitz)
- no 152 - Le Petit Cercueil d’enfant (par Violaine)
- no 153 - Miss Volcan (par John Flanders)
- no 154 - Jim-la-corneille (par John Flanders)
- no 155 - Zaza et la lampe merveilleuse (par Josnay)
- no 156 - Callina l’esclave (par Guy d'Ettincourt)
- no 157 - Le Désert meurtrier (par Jean Marse)
- no 158 - On cherche une petite fille (par René Joinville)
- no 159 - L'Enfant basque (par Eugène Maréchal)
- no 160 - Loin de l’enfer espagnol (par Eugène Maréchal)
- no 161 - Décorés. Le trésor de la Gatte d'or (par F. Rousseaux)
- no 162 - Jonathas, le sacrilège (par Julienne M. Moulinasse)
- no 163 - Le Crâne du Pharaon (par Julienne M. Moulinasse)
- no 164 - L'Enfant du cirque (par Eugène Maréchal)
- no 165 - Les Sœurs Vinette et la chatte noire (par Eugène Maréchal)
- no 166 - Perdu au Japon (par Guy d’Ettincourt)
- no 167 - La Tête de l'ours (par Oscar Burnifle)
- no 168 - La Statue hantée (par Violaine)
- no 169 - Les Explorateurs (par Dictus Ickx)
- no 170 - La Source noire (par Julienne Marie Moulinasse)
- no 171 - Le Fantôme de Saratow (par Mopal)
- no 172 - Un Roi de la mer (par John Flanders)
- no 173 - Souffrances du front (par Rutra Stuart)
- no 174 - Dette noire (par Dictus Burnifle)
- no 175 - Quatre de l'armée du Christ (par John Flanders)
- no 176 - L'Enfance douloureuse d'un explorateur (par Eugène Maréchal)
- no 177 - La Maison dans la lande (par Maurice Schmitz)
- no 178 - L'Énigme mexicaine (par John Flanders)
- no 179 - Le Dernier Loup (par John Flanders)
- no 180 - L'Or de l'épave (par E. H. Raeymakers et E. Bodard)
- no 181 - Dans la forêt sauvage (par Guy d’Ettincourt)
- no 182 - Le Secret de la dalle noire (par Julienne Marie Moulinasse)
- no 183 - Trois Saltimbanques et un chien (par Eugène Maréchal)
- no 184 - Maître du feu (par Émile Pierre Thysebaert)
- no 185 - Dans la forêt de Freyr (par F. Rousseaux)
- no 186 - Guillaume Tell (par Alfi Beranska et E. Bodart)
- no 187 - Le Capitaine Slutter (par Paul Van Der Venen et E. Van Putten)
- no 188 - La Petite Reine des mariniers (par Guy d’Ettincourt)
- no 189 - Casamajour (par Julienne Moulinasse)
- no 190 -
- no 191 - Le Salut de Torrington (par John Flanders)
- no 192 - La Nuit des feuilles (par Josmay)
- no 193 - L'Homme de l'autogyre (par Marcel Hunninck et M. Tombeur)
- no 194 - Maman " Deux " (par Guy d’Ettincourt)
- no 195 - L'Héritier disparu (par L. Sterk)
- no 196 - Le Triomphe de la Croix (par Henk Ericson)
- no 197 - L'Appel de la Puszta (par Marcel Hunninck)
- no 198 - La Dame blanche (par E. Van Den Broeck)
- no 199 - La Vengeance de Robe noire (par Isidoor Van Nuffelen et M. Marly)
- no 200 - Gilberte (par Verana)
- no 201 - Secours dans le besoin (par R. de Pauw et Marly)
- no 202 - Les Aventures de mon grand père (par J. Wellens)
- no 203 - Le Mystère du vieux manoir (par Tante Louise)
- no 204 - Le Trésor de Souraya (par Eugène Maréchal)
- no 205 - L'Orpheline aragonaise (par Julienne Marie Moulinasse)
- no 206 - Michka, le jeune hussard (par Nicolas Belina-Podgaetsky)
- N° 207 - En fusée vers la lune (par Marcel Hunninck et Marly)
- N° 208 - La Vengeance du braconnier (par Marcel Talloen et Marly)
- N° 209 - Le Courage de damoiselle Yseult (par Rick)
- N° 210 - Quatre soldats dans un moulin (par Oscar Burnifle)
- N° 211 - Comment Oiseau chantant devint missionnaire. Une histoire d'Indiens (par Marly)
- N° 212 - Perrico ou perroquet (par René Joinville)
- N° 213 - L'Étendard des hussards (par Nicolas Belina-Podgaetsky)
- N° 214 - Les Chrétiens aux lions (par ??)
- N° 215 - Sauvé des mines de Sibérie (par Rick)
- N° 216 - En mission à New York (par Willy Roger)
- N° 217 - L'Aventure énigmatique (par John Flanders)
- N° 218 - Vengeance d'indiens (par Rick)
- N° 219 - Le Château hanté. Conte russe (par Nicolas Belina-Podgaetsky)
- N° 220 - Le Destin tragique des Ellington (par Myriam)
- N° 221 - Le Dernier Triton (par John Flanders)
- N° 222 - La Tour de la faim (par Lode Ramsee)
- N° 223 - Le Braconnier (par M. Wils)
- N° 224 - Michka, prisonnier de guerre (par Nicolas Belina-Podgaetsky)
- N° 225 - Une Aventure (par Rick)
- N° 226 - Helvika et Wuldor (par Émile Pierre Thysebaert)
- N° 227 - L’Agent secret B.R. 55 (par Nicolas Belina-Podgaetsky)
- N° 228 - Un homme allait mourir (par John Flanders)
- N° 229 - Chourinette ou La petite pensionnaire russe (par Eugène Maréchal)
- N° 230 - Grand Frère (par Guy d’Ettincourt)
- N° 231 - Les Éclaireurs de la nuit (par Nicolas Belina-Podgaetsky) (conte russe)
- N° 232 - Le Professeur invisible (par John Flanders)
- N° 233 - Le Document mystérieux (par N. Belina Podgaetsky)
- N° 234 - L'Orpheline (par Rick)
- N° 235 - Enterré vivant (par A. B. C. W)
- N° 236 - Le Petit Carillonneur (par Nicolas Belina-Podgaetsky) (conte russe)
- N° 237 - La Statue assassinée (par John Flanders)
- N° 238 - Le Roi des comiques : Charlot (par Guy d’Ettincourt)
- N° 239 - Âme bien née (par C. Listor)
- N° 240 - L'Enfant-pluie (par Guy Fogre)
- N° 241 -
- N° 242 - L'Œil de la nuit (par John Flanders)
- N° 243 - Un duel pour un poulet (par P. Duplessis)
- N° 244 - Amon contre Aton (par Guy d’Ettincourt)
- N° 245 - La Résurrection d'une maman et de sa fille (par R. S.)
- N° 246 - Le Renard d'Evansfield (par Jeannette Mac Donald)
- N° 247 - Le Carrefour de la lune rousse (par John Flanders)
- N° 248 - Jean-Marie. I: Les projets de Jean-Marie (par René Jean de Quernac)
- N° 249 - Jackie, détective amateur (par Julienne M. Moulinasse)
- N° 250 - Charles, le petit patriote (par ??)
- N° 251 - Braves gosses (par Marie Hélène)
- N° 252 - Jean-Marie dans la forêt de pins (par René Jean de Quernac)
- N° 253 - Les Trois Souhaits (J .V. Detty)
- N° 254 - Jean-Marie en Turquie (par René Jean de Quernac)
- N° 255 - Extrait d'une vie d'enfant (par Verana)
- N° 256 - L’Amiral du petit vieux (par Ernest Poncet)
- N° 257 - Le Petit comte d'Ornai (par Rick)
- N° 258 - Tueurs de prêtres (par F. Doublet)
- N° 259 -
- N° 260 - Les frayeurs de Master Foggs (par Rick)
- N° 261 - Jean-Marie au Sahara (par René Jean de Quernac)
- N° 262 - Le Trou du diable (par Robert Mallet)
- N° 263 - Le Jeune Corsaire (par J. V.)
- N° 264 - Les Preneurs - de - cœurs (par Marie Hélène)
- N° 265 - Le Mail hanté (par John Flanders)
- N° 266 - Plus beau que la légende (par Roger Saussus)
- N° 267 - Le Mystère de la vieille tour (par Marie Hélène)
- N° 268 - La Pauvreté de Jean-Marie (par René Jean de Quernac)
- N° 269 -
- N° 270 - L'Or qui tue (par Eugène Maréchal)
- N° 271 - Liberté, égalité, fraternité (par A. B. C. W.)
- N° 272 - Le Sous-marin assassiné (par John Flanders)
- N° 273 - Le Complot contre Jean-Marie (par R. J. de Quernac)
- N° 274 - Le Revenant de l'aqueduc (par Nele Kirks)
- no 275 - Tchang l'insaisissable t. 1 (par Eric Blue)
- no 276 - Tchang l'insaisissable t. 2 (par Eric Blue)
- no 277 - La Réussite de Jean-Marie (par R. J. de Quernac)
- no 278 - L'Enfant du mystère (par Julienne M. Moulinasse)
- no 279 - Fils de roi (par H. Moreau)
- no 280 - Le Petit Polonais (par J. Radwansky)
- no 281 - Une Nuit chez Barbe-bleue (par Constance Wilma)
- no 282 - Attila dans les Gaules (par Preud’Homme Malherbes)
- no 283 - Un baptême de l'air mouvementé (par Eugène Maréchal)
- no 284 - La Canne d'ébène (par Roger Guissolles)
- no 285 - Kolka, voleur de chevaux (par Nicolas Belina-Podgaetsky)
- no 286 - Gabrielle Petit (par Mme Preud’Homme Malherbes)
- no 287 - Le Monastère du Val-Aramis (par Julienne Marie Moulinasse)
- no 288 - Pour la patrie (par J. Radwansky)
- no 289 - L'Aventure de Michel (par Willy Roger)
- no 290 - Mierose et les fées (par Eugène Maréchal)
- no 291 - La Marche à l'étoile (par Spes)
- no 292 - La Marche à l'étoile (par Spes)
- no 293 -
- no 294 - Le Mystère du souterrain (par Joseph Ozer)
- no 295 - Héros du ciel (par Julienne M. Moulinasse)
- no 296 - Isabelle, la bonne archiduchesse (par Mme Preud’Homme Malherbes).